# Bruno Mellano
Bruno Mellano (Fossano, 21 settembre 1966) è un politico italiano, attivista del Partito Radicale Transnazionale. Come tale si è distinto, negli anni, per la grande quantità di iniziative politiche intraprese in Piemonte in favore dei diritti civili e politici e per il sostegno a tutte le battaglie Radicali in favore dei diritti umani dei popoli oppressi, soprattutto per la libertà del popolo tibetano.

## Biografia
La sua azione militante più eclatante rimane la partecipazione alla manifestazione del 26 ottobre 2001, a Vientiane, capitale del Laos. In quell'occasione venne arrestato assieme ad altri 4 attivisti radicali nonviolenti (Olivier Dupuis, Massimo Lensi, Nikolaj Kramov e Silvja Manzi), dopo aver esposto nella piazza centrale della città uno striscione che chiedeva libertà, democrazia e riconciliazione nazionale per il Laos, in occasione dell'anniversario della scomparsa di 5 ragazzi che avevano manifestato per la democrazia nello stesso modo e nello stesso luogo, prima di essere arrestati e sparire nel nulla.
Dal 2000 al 2005 è stato consigliere regionale in Piemonte, eletto nelle file della Lista Bonino Pannella, assieme a Carmelo Palma (ora Direttore di Libertiamo). Con questi ha dato corpo al gruppo regionale Radicale, che si è caratterizzato per avere condotto 5 anni di opposizione costruttiva e non preconcetta alla politica della giunta Ghigo, allora al governo in regione.
Dal maggio 2006 è parlamentare della Rosa nel Pugno, essendo subentrato al dimissionario Marco Cappato, precedentemente eletto alla Camera dei deputati nella II Circoscrizione (Piemonte 2), in seguito alle elezioni politiche del 9-10 aprile 2006.
Nel corso della XV Legislatura è stato nominato componente della Commissione Agricoltura (dal 6 giugno 2006) e della Commissione per la semplificazione della legislazione (dal 25 ottobre 2006).
Ricoprendo il ruolo parlamentare si è attivamente occupato delle tematiche relative al governo del territorio: a sua prima firma è stata depositata una proposta di legge riguardante la protezione del suolo e numerose mozioni, interpellanze ed interrogazioni. Si è inoltre interessato della risoluzione dell'emergenza rifiuti in Campania, avanzando delle proposte di carattere liberale per la risoluzione della crisi.
Non è stato ricandidato alle elezioni politiche successive, quelle del Elezioni del 13 e 14 aprile 2008, ma il 29 giugno dello stesso anno è stato nominato Presidente di Radicali Italiani dal Comitato Nazionale del movimento politico succedendo a Maria Antonietta Farina Coscioni.
La campagna sulla quale si è concentrato durante la sua permanenza in carica è stata quella sull'Anagrafe degli eletti. Il 1º novembre 2010, durante il IX Congresso di Radicali Italiani, ha deciso di non ripresentare la sua candidatura a presidente del movimento.
Dal 12 maggio 2014, su nomina del Consiglio Regionale del Piemonte, è il Garante regionale dei detenuti e delle persone sottoposte a misure restrittive della libertà.